# Farscape
Farscape est une saga sous la forme d'une série télévisée australo-américaine en 88 épisodes de 43 minutes, créée par Rockne S. O'Bannon et diffusée du 19 mars 1999 au 21 mars 2003 sur Nine Network en Australie et Sci Fi Channel aux États-Unis. En France, la série a été diffusée du 20 octobre 2000 au 18 mai 2004 sur Série Club, et au Québec à partir du 8 mars 2002 sur Ztélé.
Elle a démarré en exclusivité aux États-Unis sur SciFi Channel le vendredi 19 mars 1999 à 20 h HNE en tant que série phare. La série a été conçue par Rockne S. O'Bannon et produite par The Jim Henson Company, Hallmark Entertainment et SciFi Channel (c'était la première série que la chaîne coproduisait). La société Jim Henson était responsable des différents maquillages et prothèses extraterrestres, et deux personnages réguliers (les marionnettes animatroniques Rygel et Pilot) sont entièrement des créations de Creature Shop.
Une mini-série en deux épisodes de 90 minutes, intitulée Farscape : Guerre pacificatrice, a été diffusée les 17 et 18 octobre 2004. En France, les deux épisodes ont été diffusés respectivement à partir des 7 et 14 janvier 2006 sur CinéCinéma.
Bien que la série ait été prévue pour cinq saisons, elle a été brusquement annulée juste avant la diffusion du dernier épisode de sa quatrième saison, mettant fin à la série sur un cliffhanger. Farscape avait changé de créneau horaire passant de 21H à 22H sur SciFi Channel durant sa quatrième saison pour laisser la place à Stargate SG1. À la suite d'une baisse d'audience et d'une augmentation des coûts de production sur la saison 4 par rapport à la saison 3, SciFi Channel a préféré annuler la cinquième saison qui avait été prévue à la suite d'un renouvellement de contrat de deux ans à la fin de la saison 3. Le coproducteur Brian Henson a ensuite obtenu les droits de Farscape, ouvrant la voie à une mini-série de trois heures pour conclure le cliffhanger, intitulée Farscape : Guerre pacificatrice, que Henson a réalisé. En 2007, il a été annoncé que le créateur revenait pour une web-série mais la production a été retardée à plusieurs reprises. Une mini-série de bandes dessinées est sortie en décembre 2008, en continuité avec la série et les webisodes espérés.
La série a été conçue à l'origine au début des années 1990 par Rockne S. O'Bannon et Brian Henson sous le titre Space Chase. La série est racontée dans un format sérialisé, chaque épisode impliquant une histoire autonome tout en contribuant à un scénario plus large. Presque toute la distribution est originaire d'Australie et de Nouvelle-Zélande, à l'exception de Ben Browder, qui est un acteur américain.
Les personnages de Farscape utilisent fréquemment des mots d'argots tels que «frell», «dren» et «hezmana»se substituant aux jurons anglais.

## Intrigue

### Synopsis
Au cours d'une expérience spatiale (projet Farscape One, visant à accélérer la vitesse d'un vaisseau par friction sur l'ionosphère d'une planète), un scientifique et astronaute, John Crichton, se trouve projeté à travers un vortex dans un autre endroit de la galaxie. Il se retrouve au milieu d'un combat opposant un vaisseau vivant, Moya, à une horde de chasseurs spatiaux appartenant à la race guerrière des Pacificateurs. Le petit vaisseau de Crichton est heurté par un chasseur pacificateur qui s'écrase contre un astéroïde. Il est ensuite happé par Moya où Crichton se retrouve en compagnie de trois prisonniers évadés : Ka D'Argo, guerrier luxan s'attribuant le grade de général ; Pa’u Zotoh Zhaan, prêtresse delvienne de neuvième niveau et Rygel le XVIe, monarque hynérien déchu tentant de retrouver son trône.
Une pilote pacificatrice, Aeryn Sun, lancée à leur poursuite puis condamnée à mort par son commandant le capitaine Bialar Crais, pour avoir été trop longtemps en contact avec une race inconnue (l'humain John Crichton), vient compléter l'équipage hétéroclite du vaisseau léviathan.
Crais, dont le frère pilotait le chasseur qui s'est écrasé à la suite d'un accrochage avec le vaisseau de Crichton, se lance alors à la poursuite de Crichton qui se trouve à bord du vaisseau Moya.
Farscape présente un ensemble diversifié de personnages qui s'échappent initialement des autorités corrompues sous la forme d'une organisation militariste appelée Pacificateurs. Les protagonistes vivent à l'intérieur d'un grand vaisseau biomécanique appelé Moya, qui est une entité vivante. Dans le premier épisode, ils sont rejoints par le personnage principal, John Crichton (Ben Browder), un astronaute américain des temps modernes qui a accidentellement été aspiré dans l'entrée d'un vortex près de la Terre lors d'un vol d'essai spatial. Le même jour, un autre inconnu est pris en charge par Moya : un Pacificateur échoué nommé Aeryn Sun (Claudia Black). Malgré ses meilleures intentions, Crichton se fait des ennemis ; le principal de ceux-ci est connu sous le nom de Scorpius .
Il y a quelques intrigues autonomes, mais la série déploie progressivement des arcs progressifs en commençant par leur reprise par les Pacificateurs, suivie de la recherche de Crichton pour trouver un autre vortex sur Terre et d'une éventuelle course aux armements pour les armes de technologie des vortex. Les arcs secondaires explorent la manière dont les personnages changent en raison de leurs influences et de leurs aventures ensemble, notamment Crichton pour son obsession pour la technologie des vortex, sa relation avec Aeryn et le clone neuronal de Scorpius qui le hante dans son cerveau. Des éléments évoqués dans un épisode peuvent être expliqués plusieurs saisons après, comme le passé de Ka D'Argo par exemple.
Il existe trois principales races désirant dominer la galaxie. Les pacificateurs désirant assujettir les autres peuples à leur domination. Les scarrans désirant  mettre en esclavage le reste de l'univers. Les nébaris désirant supprimer toutes émotions et liberté de penser. Les scarrans et les pacificateurs finissent par signer la paix dans la guerre pacificatrice. Pour les nébaris, l'intrigue n'a pas été résolue et reste avec les nébaris ayant contaminé la moitié de la galaxie avec un virus dormant et le frère de Chiana, chef de la résistance nébari.

### Saison 1
L'astronaute terrestre John Crichton est projeté de manière inattendue vers une partie inconnue de la galaxie de la Voie lactée via un vortex . Il est projeté au milieu d'une tentative d'évasion par Moya, un vaisseau spatial vivant, des Pacificateurs, qui l'utilisaient comme transport de prison. Dans le chaos, il a une collision accidentelle avec un chasseur pacificateur, entraînant la mort de son pilote. Bien que l'évasion soit réussie, le capitaine des Pacificateurs, Bialar Crais, désigne Crichton en tant que meurtrier du pilote. - son frère - et commence une campagne pour chasser Crichton.
Les différents membres d"équipage n'ont pas d'objectif commun, chacun ne souhaitant que rentrer chez lui . Malheureusement, pour éviter la poursuite de Crais, ils doivent voyager dans les Territoires inexplorés et n'ont donc aucune idée de comment rentrer chez eux. L'autre équipage a également peu de respect pour Crichton, ne le voyant que comme un « hoo-man » primitif qui ne comprend même pas les principes de base de la vie dans l'espace.
Divers épisodes explorent les histoires de retour des personnages. Aeryn commence à apprendre que les Pacificateurs ne sont pas toujours aussi corrects qu'elle le croyait. Zhaan, pao du neuvième niveau, est obligée d'évoquer le côté obscur qu'elle avait tenté de supprimer. Ka D'Argo, général luxan, admet qu'il a été accusé du meurtre de sa femme et n'a aucune idée de l'endroit où se trouve son enfant. Rygel le seizième, dominar de l'empire hynérien, affronte son ancien geôlier et tortionnaire. Un nouveau personnage rejoint l'équipage - Chiana, une voleuse nébari adolescente fuyant sa propre culture répressive. Et Moya elle-même tombe enceinte après qu'une expérience de Pacificateur a été accidentellement activée.
Pendant ce temps, Crichton continue de chercher un moyen d'ouvrir un vortex comme celui qui l'a amené ici. Il est obligé de vendre les données collectées lors d'un vol d'essai à un mécanicien en guise de paiement pour les réparations du module Farscape. Il est également attiré dans un vortex qui semble ramener directement sur Terre, seulement pour découvrir que toute la situation est une construction créée par de mystérieux extraterrestres appelés les Anciens qui testent pour voir si la Terre est adaptée à la colonisation.
Vers la fin de la saison, Aeryn est blessée et l'équipage est obligé de se rendre dans une base de Pacificateur pour demander de l'aide médicale. Crichton se déguise en Pacificateur pour y accéder, mais le commandant de la base, Scorpius, voit instantanément à travers la ruse et emprisonne Crichton, appelant Crais à venir le chercher. Sous la torture, Crichton découvre que les Anciens ont placé une connaissance spécialisée des vortex dans son esprit subconscient - des connaissances auxquelles Scorpius est particulièrement désireux d'accéder. L'autre équipage Moya lance une tentative de sauvetage.
Pendant ce temps, Moya donne naissance à son enfant, découvrant que l'enfant - nommé Talyn - est un navire de guerre hybride volatile conçu par les Pacificateurs au lieu du léviathan pacifique habituel. À l'arrivée de Crais, Scorpius prend son commandement. Crais demande à Moya de se sauver, acceptant en cours de route que Crichton n'avait pas l'intention de tuer son frère. Mais ce n'est qu'une couverture pour voler Talyn et s'échapper par lui-même. S'étant beaucoup rapproché au cours de la saison, l'équipage travaille ensemble pour échapper à Scorpius - un plan qui se termine par Crichton et D'Argo flottant dans l'espace, à court d'air.

### Saison 2
L'équipage de Moya est maintenant en fuite de Scorpius, qui veut que la connaissance des vortex soit enfermée dans le cerveau de Crichton pour ses propres besoins. Pour l'éviter, l'équipage est contraint de prendre des décisions et des alliances imprudentes, qui se traduisent souvent par des situations loufoques et dérangeantes pour l'équipage.
Moya rencontre une colonie sébacéenne indépendante (les sébacéens étant la race dont sont issus les Pacificateurs), où l'héritier du trône a été génétiquement empoisonné par son jeune frère afin qu'elle ne puisse pas procréer avec un mâle sébacéen, ce qui lui permettrait de prendre le trône. plutôt. Reconnaissant Crichton comme un substitut possible pour assurer l'indépendance continue de son monde, l'impératrice insiste pour qu'il épouse la princesse, sinon elle le remettra à Scorpius. Terrifié par Scorpius après ses expériences sur la base, Crichton est obligé d'accepter. Aeryn, qui s'est attachée à Crichton, est jalouse.
Malgré divers complots des Pacificateurs et d'un agent de leurs ennemis les Scarrans, l'équipage de Moya parvient à se frayer un chemin à nouveau, bien que la princesse soit en effet laissée enceinte. Pendant ce temps, D'Argo et Chiana commencent une relation basée principalement sur le sexe, et Zhaan est chargée de protéger Moya par les dieux créateurs du Léviathian et devient pao du dixième niveau. Crichton a une chance de tuer Scorpius, mais se trouve incapable de le faire, bloqué par une cause inconnue.
Cette cause est révélée lorsque Crichton est enlevé par un Scarran - pendant sa torture sur la base, Scorpius avait implanté Crichton avec une puce neurale contenant un clone de sa personnalité, conçue pour traquer la connaissance des vortex et protéger Crichton et Scorpius jusqu'à ce que cette connaissance soit trouvée. Crichton surnomme le clone Harvey et il commence à se manifester sous forme d'hallucinations.
Le mystique à moitié fou Stark - que Crichton avait rencontré alors qu'il était emprisonné à la base - revient avec des informations sur le fils de D'Argo, Jothee. Le garçon est l'un des nombreux esclaves, et ils peuvent le sauver en achetant le lot entier. Pour se permettre de le faire, ils devront dévaliser une banque. L'équipage a mis un plan en action, ce qui est compliqué lorsque Scorpius arrive. Scorpius a capturé les esclaves, mais promet de leur donner Jothee si Crichton se rend. Sous la pression intense du clone neuronal, Crichton le fait.

D'Argo retrouve son fils et l'équipage passe à l'action pour sauver Crichton. Même Crais et Talyn reviennent pour aider. Le sauvetage est réussi, bien que Moya soit gravement endommagé et que Crichton soit presque fou des effets du clone neuronal. À la colonie médicale pour les réparer tous les deux, le clone prend le contrôle de Crichton, tuant apparemment Aeryn au moment où elle admet son amour pour lui. Avec Aeryn morte, Crichton veut que la puce soit retirée une fois pour toutes. Dans le même temps, Scorpius les rattrape à nouveau, laissant pour mort le médecin après qu'il a enlevé la puce et annonçant que la puce a terminé son travail et a trouvé la connaissance des vortex. Il prend la puce et laisse Crichton frappé d'incapacité à parler sur la table d'opération.

### Saison 3
Ayant survécu à l'attaque de Scorpius, le médecin sauve Crichton en utilisant du matériel biologique d'un donneur cryogénisé approprié - un extraterrestre appelé Interon qui peut être une espèce cousine des humains. Scorpius trompe Crais en lui faisant croire qu'il est mort pour couvrir sa fuite avec la puce neurale, et Zhaan fait revivre Aeryn, mais au prix de sa force de vie. Se sentant coupable de la mort du donneur Interon, Crichton fait embarquer 2 autres interons cryogénisés du donneur - qui se révèlent les cousins du donneur dont une scientifique arrogante appelée Jool .
Enquêtant sur un autre vortex, Moya s'écrase sur un navire appartenant à une race appelée Pathfinders, experte en vortex. Zhaan sacrifie le dernier de sa vie pour séparer les navires, ajoutant plus de culpabilité à la conscience de Crichton. Il découvre également que malgré le retrait de la puce, le clone de personnalité Harvey reste dans son esprit.
En raison d'une rencontre déchirante avec un autre prisonnier évadé avec un dispositif de clonage, Crichton finit par être jumelé - un duplicata créé de manière qu'il y ait deux Crichtons, tous deux égaux et originaux. Talyn est attaqué par un commando Récupérateur Pacificateur commandé par Xhalax Sun, la mère d'Aeryn dont l'objectif est de récupérer le vaisseau hybride Tallyn et le déserteur Crais. Pour lui échapper, Moya et Talyn font une combustion (phénomène permettant de changer de système en un instant) dans des directions opposées, divisant l'équipage, avec un Crichton sur chaque navire.
Sur Moya, les tensions montent à cause de la rupture de D'Argo avec Chiana, la personnalité grinçante de Jool et l'obsession croissante de Crichton pour les vortex. Une rencontre avec un cavalier d'énergie extraterrestre inculque également des capacités précognitives à Chiana (ou n'active peut-être que des capacités déjà présentes). Pendant ce temps, Scorpius tente d'accéder aux données du vortex, mais constate que la puce contient maintenant un clone neuronal de Crichton, qui refuse d'autoriser l'accès à Scorpius.
Sur Talyn, Crais explique que Xhalax veut le reprendre en tant que Pacificateur renégat, et reprendre Talyn en tant que puissant navire de guerre. Après une bataille vicieuse, Aeryn permet à Crais de tuer sa mère. Crichton découvre que le mécanicien, Furlow, a travaillé sur les données des vortex qu'il lui a fournies lors de la première saison et a l'intention de les vendre aux Scarrans. Avec l'aide des Anciens, Crichton débloque la connaissance des vortex juste assez pour détruire le vaisseau Scarran, mais subit une exposition aux radiations et meurt dans les bras d'Aeryn .
Lorsque les deux équipages se réunissent enfin, Aeryn ne peut pas affronter le Crichton restant, et Talyn devient de plus en plus violent et incontrôlable. Crichton décide de détruire les informations des vortex que Scorpius a en faisant semblant de l'aider, puis en paralysant le projet de l'intérieur. En échange de son aide, Scorpius accorde la clémence à l'équipage Moya pour leurs crimes. Mais le commandant de haut rang des forces des Pacificateurs Grayza intervient, affirmant que la liberté continue de l'équipage Moya est un embarras et que la propre obsession de Scorpius pour la technologie des vortex ne l'emporte pas sur son casier judiciaire.
Crichton décide finalement que la seule façon de mettre fin au projet de Scorpius est de détruire le navire. Crais ordonne à Talyn de faire une explosion à l'intérieur du vaisseau, les tuant tous les deux et détruisant tout le porte-avions de commandement. Croyant qu'ils sont enfin libres de toute poursuite, l'équipage enterre la dépouille de Talyn et se sépare pour suivre son propre chemin. Mais à la dernière seconde, une étrange vieille femme autrefois emprisonnée sur le Command Carrier informe Crichton qu'Aeryn est enceinte et Moya est aspirée dans un vortex, laissant Crichton à nouveau seul dans l'espace.

### Saison 4
Seul depuis des mois, Crichton n'a rien d'autre à faire que d'être obsédé par Aeryn et les vortex. Il fait enfin une percée sur ce dernier lorsqu'il rencontre une supposée spécialiste du Léviathan, Sikozu, en fuite de ses employeurs. Lorsque Chiana et Rygel reviennent également, ils se rendent ensemble à Arnessk, où Jool, D'Argo et la vieille femme - Noranti - ont participé à une fouille archéologique d'Interon. Ils trouvent des artefacts qui suggèrent un lien entre les humains, les sébacés et les interons. Le commandant Grayza interrompt, ayant fait prisonnier Scorpius, et le "tue" pour montrer sa bonne foi à Crichton. Crichton, cependant, ne veut rien avoir à faire avec elle, et s'échappe.
Crichton découvre qu'Aeryn a conclu un accord avec Scorpius pour le laisser sur Moya après lui avoir sauvé la vie. Crichton garde Scorpius emprisonné, mais reste paranoïaque que son ancien ennemi planifie quelque chose. Malgré le désir de réconciliation d'Aeryn, il la repousse, allant même jusqu'à supprimer ses sentiments avec la drogue. Un agent scarran envahit Moya, puisque les Scarrans et les Pacificateurs sont dans une course aux armements pour acquérir les connaissances de Crichton sur les vortex.
Crichton est à la place enlevé par un Ancien qu'il surnomme Einstein, qui lui explique le danger catastrophique si la technologie des vortex tombe entre de mauvaises mains. De retour de cette réunion, tout l'équipage de Moya se retrouve accidentellement sur Terre, fournissant aux humains leur premier contact confirmé avec des extraterrestres. Crichton se trouve enfin à la maison, mais trouve que le monde est trop paranoïaque et méfiant pour accepter ses amis extraterrestres. Il a également été tellement affecté par ses expériences qu'il ne peut pas s'y détendre - une situation qui n'a pas aidé lorsqu'un agent de Grayza attaque et tue plusieurs amis de Crichton. Il décide que la seule chose qu'il peut faire est de repartir.
L'équipage tombe sur une réunion secrète entre Grayza et un ministre scarran, au cours de laquelle Grayza vend les Luxans - le peuple de D'Argo - en échange de la paix. En perturbant la réunion, Aeryn est capturé. Désespéré de la sauver, Crichton promet de donner à Scorpius la technologie des vortex en échange de son aide. Ils ont réussi à infiltrer une base Scarran et à sauver Aeryn, mais Scorpius est capturé dans la tentative. Crichton est heureux de le laisser là-bas, mais le clone neuronal Harvey les informe que Scorpius possède déjà la technologie des vortex et pourrait la révéler aux Scarrans sous la torture. L'équipage de Moya est obligé de lancer une autre tentative pour sauver ou tuer Scorpius.
Pour ce faire, ils se rendent à une autre réunion dans la base la plus importante des Scarrans, Katratzi, affirmant vouloir vendre la technologie au plus offrant. Au lieu de cela, ils déclenchent une émeute entre les différentes races de serviteurs des Scarrans, font exploser la base  à l'aide d'une bombe nucléaire et s'échappent à nouveau. Les Scarrans lancent une attaque contre la Terre - en partie en représailles, mais aussi pour sécuriser une source de plantes Strelitzia. Les plantes sont vitales pour un processus d'augmentation des Scarrans, et Crichton avait par inadvertance révélé aux Scarrans qu'elles pouvaient être trouvées sur Terre. La seule option de Crichton pour sauver son monde natal est de détruire le vortex qui y mène, le laissant coincé dans l'espace pour toujours.
Cela fait, Scorpius retourne chez les Pacificateurs et l'équipage Moya se rend sur la planète océanique Qujaga pour récupérer. Pendant son séjour, Aeryn révèle que la grossesse - autrefois maintenue en stase - a maintenant été libérée et qu'ils vont avoir un bébé. Crichton lui propose, et elle accepte. Cependant, à la dernière seconde, ils sont attaqués par des extraterrestres aléatoires, qui semblent les tuer tous les deux.

### La Guerre pacificatrice
Pensant que Crichton est mort et que la technologie vortex est partie avec lui, Scorpius commence délibérément une guerre avec les Scarrans dans l'espoir que l'élément de surprise sera de leur côté. La tactique échoue et les Scarrans sont sur le point de submerger les pacificateurs. Lorsque le Grand Chancelier des Pacificateurs envisage de se rendre, Grayza le tue et prend le relais pour s'assurer que la guerre continue.
Sur Qujaga, les extraterrestres, appelés Eidolons, réalisent que tuer Crichton et Aeryn était une erreur et les réaniment. Scorpius le réalise instantanément et abandonne la guerre pour le retrouver, dans l'espoir d'acquérir la technologie des vortex une fois pour toutes comme le seul moyen d'arrêter les Scarrans. Crichton refuse à nouveau. Pendant ce temps, l'équipage découvre que les Eidolons sont en fait une colonie perdue des habitants d'Arnessk et qu'ils ont une capacité innée à apporter la paix aux autres. S'ils parviennent à trouver plus de leur peuple, ils pourront arrêter la guerre.
Moya, avec Scorpius et Sikozu en remorque, retourne à Arnessk, où les anciens ont été ressuscités et travaillent avec Jool. Ils acceptent d'aider, mais l'empereur scarran Staleek attaque, détruisant la base et supposant tuer Jool(la transmission vidéo transmettant les images de jool cesse à la destruction de la base). Staleek ne veut pas de paix - il veut la victoire. Il ne reste qu'un seul Eidolon, capable de transmettre la capacité à Stark, et l'équipage échappe aux Scarrans avec l'aide du fils de D'Argo, Jothee.ls retournent à Qujaga pour constater que la guerre pacificatrice-scarrane a atteint la planète. Crichton et les autres doivent traverser la bataille pour atteindre les Eidolons restants sur la planète et leur transmettre les techniques de paix, tandis que les deux parties sont toujours à sa poursuite pour la technologie des vortex. Une fois sur place, Crichton et Aeryn peuvent enfin se marier et Aeryn accouche, mais D'Argo est mortellement blessé dans l'évasion et est supposé être mort hors écran. Sikozu se révèle être un espion scarran. Scorpius l'attache et la laisse sur la planète elle est supposée être morte avec la destruction de la planète.
Réalisant qu'aucune des deux parties ne prendra non pour réponse, Crichton retourne à l'être que Crichton à surnommer Einstein et le convainc de débloquer les connaissances, que Crichton utilise ensuite pour lancer une arme-vortex - un trou noir qui grandira de plus en plus jusqu'à ce qu'il détruise tout dans l'univers. Le trou noir détruit la planète et détruit une partie des flottes scarranes et pacificatrice et menaçant d'engloutir le reste des flottes ainsi que moya. Grayza et Staleek se rendent finalement compte que cette arme est trop dangereuse pour quiconque, et ils acceptent un cessez-le-feu. Crichton est capable d'arrêter le trou noir, mais tombe dans le coma en conséquence. Crichton fini par se réveiller avec la perte des données sur les vortex et la perte définitive du clone neural de Scorpius. Sur le dernier acte, Aeryn et Cricthon décide de nommer leur enfant du nom de Ka D'Argo.

## Analyse
Farscape a été diffusé à un moment où Star Trek était en déclin. Farscape, comme les derniers Firefly (2002) et Battlestar Galactica (2004), était une série basée sur les vaisseaux spatiaux. Farscape a présenté un personnage principal qui a constamment riffé sur la culture pop et une distribution diversifiée de personnages extraterrestres; la série a commencé comme des épisodes relativement non connectés, mais au cours des saisons suivantes, elle est devenue une intrigue complexe avec une mythologie dense. Dans la première saison, john crichton résous les conflits sans effusion de sang. Puis dans les saisons suivantes, il n'hésite plus à tuer. Certains critiques, comme The AV Club, ont fait l'éloge de la marionnette animatronique. D'autres, comme Entertainment Weekly, ont d'abord été rebutés par les marionnettes et par le spectacle dans son ensemble. Space.com l'a appelé "contrairement à tout ce qui était venu avant lui ... audacieux, brillant et un peu dingue". Selon un critique de Vice, l'émission était en avance sur son temps en termes de science-fiction féministe.
James Gunn a crédité Farscape comme une source d'inspiration pour ses films Les Gardiens de la Galaxie. 
Une particularité, à chaque épisode, est que Cricthon cite une référence à des films américains anciens ou récents, des séries télévisuelles américaines ou à des acteurs américains.
La plupart des épisodes ont un récapitulatif des éléments clés des épisodes précédents mais dans quelques uns il s'agit d'éléments inédits n'ayant pas été diffusés dans les épisodes précédents.
Un vocabulaire extraterrestre inventé servant pour les notions de temps, de distance, les parties sexuelles et les jurons. Cela a d'ailleurs donné lieu une mauvaise traduction dans la version française de la guerre pacificatrice au lieu de métras ayant une notion de kilomètres cela est devenu mètres.

## Parodie / hommage deStargate SG-1

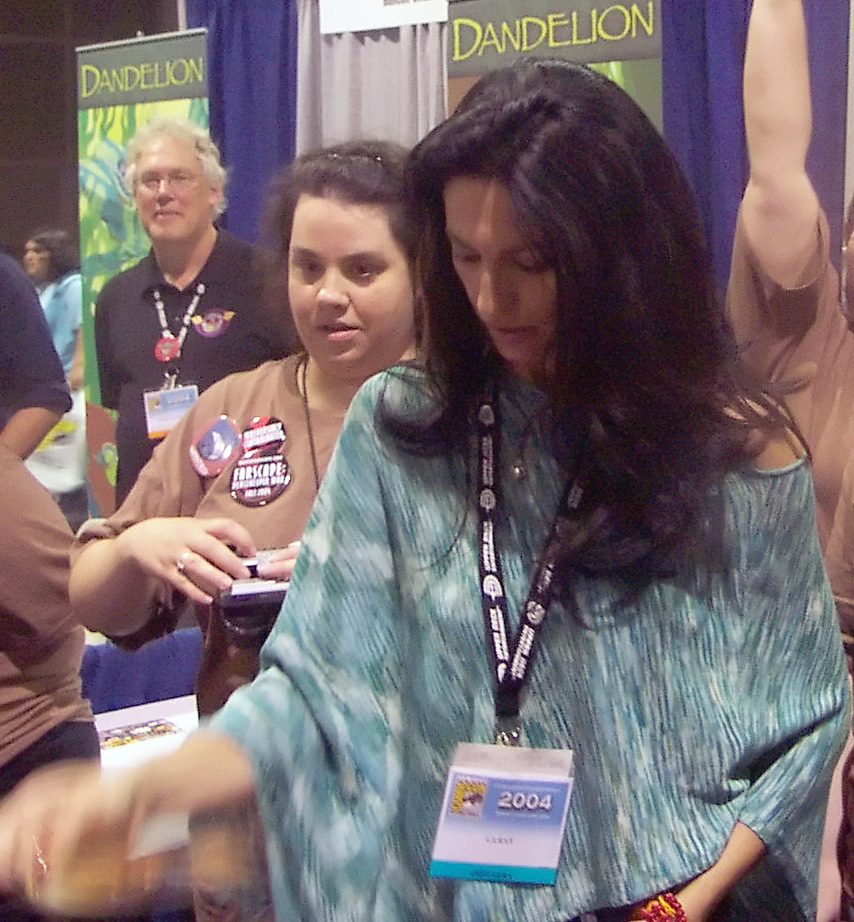
Claudia Black.

À la suite de l'annulation de la série, Ben Browder et Claudia Black ont tous deux été choisis comme des habitués de la série sur Stargate SG-1 au cours de ses deux dernières saisons. Au début de la saison neuf, lorsque le personnage de Black (Vala Mal Doran) rencontre pour la première fois le personnage de Browder (Cameron Mitchell), elle lui dit : « Je sais que nous ne nous sommes pas rencontrés. Je suis sûr que je m'en souviendrais »
Dans le 200e épisode de la série, qui s'intitulait 200, Vala, une extraterrestre qui développe un intérêt biaisé pour la culture pop de la Terre, propose une idée de film à un producteur, qui le reconnaît immédiatement comme Le Magicien d'Oz. Après avoir présenté une deuxième idée que le producteur reconnaît comme L'Île de Gilligan, il lui conseille que si elle veut plagier quelque chose, ce devrait être quelque chose de plus obscur. Cela mène à une parodie de Farscape, avec Black reprenant son rôle d'Aeryn Sun et divers personnages de SG-1 habillés en D'Argo, Stark, Chiana et Rygel. Daniel Jackson (Michael Shanks) remplace John Crichton, une blague faisant référence à la ressemblance entre Browder et Shanks. Shanks était à l'origine destiné à jouer Stark dans l'épisode, avec Browder reprenant le rôle de Crichton, mais les parties ont été changées la veille du tournage à la demande des acteurs . La scène parodie également le large éventail de jurons inventés utilisés dans la série.

## Générique
Le générique des première et deuxième saisons expose la trame de la série.
« Je m’appelle John Crichton. Je suis astronaute. Une vague d’ondes électromagnétiques est passée. J’ai été aspiré par un vortex. Maintenant, je suis perdu dans un coin reculé de l’univers à bord d’un vaisseau vivant habité par toutes sortes de créatures extraterrestres bizarres.
Au secours ! Aidez-moi ! Vous m’entendez ? Il y a sûrement quelqu’un quelque part qui m’entend. Je suis poursuivi par un commandant militaire psychopathe qui sait tout ce que je ne sais pas. Je cherche juste un moyen de rentrer chez moi. »

## Distribution

### Acteurs réguliers
- Ben Browder (VF : Maurice Decoster) : Commandant John Crichton (race : Humain)
- Claudia Black (VF : Laurence Charpentier) : Officier Aeryn Sun (race : Sébacéenne)
- Anthony Simcoe (VF : François Siener) : Ka D'Argo (race : Luxan)
- Jonathan Hardy (VF : Raoul Delfosse) : Dominar Rygel XVIe (race : Hynérien)
- Virginia Hey (VF : Brigitte Morisan) : Pa'u Zotah Zhaan (race : Delvienne)
- Lani Tupu (en)
  - (VF : Marc Alfos) : Capitaine Bialar Crais (race : Sébacéen)
  - (VF : Mark Lesser) : voix de Pilote
- Gigi Edgley (VF : Barbara Tissier) : Chiana (race : Nébarie)
- Wayne Pygram (VF : Philippe Dumat) : Scorpius (race : Scarran/Sébacéen)
- Paul Goddard (en) (VF : Jean-François Vlerick) : Stark (race : Banik)
- Tammy MacIntosh (en) (VF : Valérie Siclay) : Jool (Joolushko Tunai Fenta Hovalis) (race : Intérion)
- Melissa Jaffer (en) (VF : Michèle Bardollet) : Noranti (Utu-Noranti Pralatong) (race : Traskienne)
- Raelee Hill (VF : Céline Mauge) : Sikozu (Sikozu Savala Shanti Sugaysi Shanu) (race : Kalish)

### Acteurs récurrents
- Alyssa-Jane Cook (VF : Stéphanie Murat) : Gilina
- Murray Bartlett (VF : Axel Kiener) : DK
- Kent McCord (VF : Jean-Luc Kayser) : Jack Crichton
- David Franklin (en) (VF : Pierre-Jean Cherer) : Capitaine puis commandant Meeklo Braca
- Matthew Newton (en) : Jothee
- Rebecca Riggs (en) (VF : Dominique Dumont) : Commandant Mele-on-Grayza
- Francesca Buller (en) (VF : Régine Blaess) : Ministre Ahkna
- Duncan Young (arz) (VF : Saïd Amadis) : Staleek
- Jason Clarke (VF : Bernard Métraux) : Jenek

 Source et légende : version française (VF) sur RS Doublage

## Fiche technique
- Réalisation : Pino Amenta, Peter Andrikidis, Ian Barry, Geoff Bennett, Brian Henson, Brendan Maher, Catherine Millar, Michael Pattinson, Andrew Prowse, Tony Tilse, Ian Watson, Kate Woods, Rowan Woods, Karl Zwicky
- Scénaristes : Tom Blomquist, Ben Browder, Michael Cassutt, Carleton Eastlake, Matt Ford, Babs Greyhosky, Nan Hagan, Clayvon C. Harris, Doug Heyes Jr, Sophie Hopkins, Ro Hume, David Kemper, Sally Lapiduss, Richard Manning, Grant McAloon, Michael Miller, Justin Monjo, Peter Neale, Rockne S. O'Bannon, David Peckinpah, Steven Rae, Mark Saraceni, Naren Shankar, Emily Skopov, Gabrielle G. Stanton, Lily Taylor, Harry Werksman, Christopher Wheeler, David Wilks, Steve Worland
- Musique : SubVision (Saison 1), Guy Gross (Saisons 2 à 4)
- Production : 9 Network, Hallmark Entertainment, Jim Henson Television, Nine Film & Television Pty. Ltd., The Sci Fi Channel
- Photographie : Russell Bacon, Craig Barden
- Montage : Mark Perry, Neil Thumpston
- Marionnettistes : John Eccleston, Sean Masterson, Dave Collins, Graeme Haddon, Tim Mieville, Mario Halouvas, Damian Bradford
- Création des décors : Ricyk Eyres, Tim Ferrier
- Costumes : Terry Ryan
- Décorateur de plateau : Karen Murphy
- Maquillages : Paul Pattison, Jennifer Lamphee, Lesley Vanderwalt
- Effets spéciaux : Animal Logic, Garner MacLennan Design, Jim Henson's Creature Shop
- Pays d'origine :  Australie et  États-Unis
- Langue : anglais

## Production

### Symbole des Pacificateurs

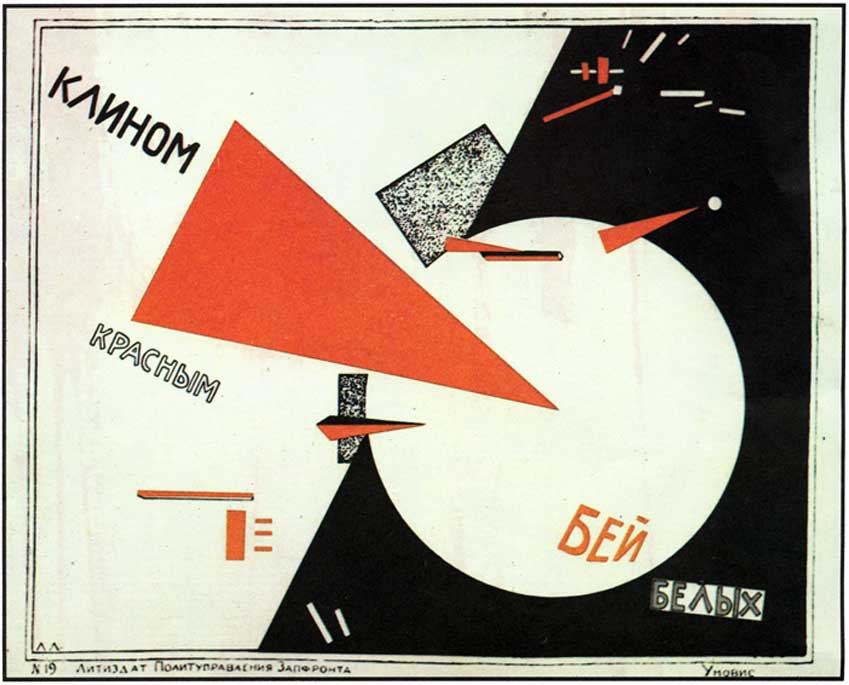
Affiche d'origine

Une version simplifiée de l'œuvre Battre les Blancs avec le coin rouge d'El Lissitzky dépourvue des plus petits détails est utilisée comme symbole des Pacificateurs.

### Annulation
La série a été interrompue après sa quatrième saison (septembre 2002) par Sci Fi Channel pour des raisons budgétaires. Un mouvement de protestation est ainsi né afin que soit reprise la série et surtout que le suspense soulevé par le dernier épisode de la quatrième saison soit levé. Ce mouvement est à l'origine de la création de la mini-série Farscape : Guerre pacificatrice (Farscape : The Peacekeeper Wars) en mai 2004 qui complète ainsi le dernier épisode, laissant aussi de nouvelles ouvertures pour de potentielles et futures aventures.
En juillet 2007, Sci Fi a commandé dix épisodes basés sur l'univers de Farscape visant à être diffusés sur le web (néologisme : webisodes), mais ce projet a été constamment repoussé à plus tard.

## Récompenses
- Saturn Awards 2000 :
  - Meilleure série télévisée du câble
- Saturn Awards 2001 :
  - Meilleure série télévisée du câble
  - Meilleur acteur de série télévisée pour Ben Browder
- Saturn Awards 2002 :
  - Meilleure série télévisée du câble
- Saturn Awards 2004 : pour la mini-série Farscape : Guerre pacificatrice
  - Meilleur générique de télévision pour Farscape : Guerre pacificatrice
  - Meilleur acteur de série télévisée pour Ben Browder
  - Meilleure actrice de série télévisée pour Claudia Black

En 2004 et 2007, Farscape a été classé n ° 4 dans les meilleures émissions cultes de TV Guide .En 2012, Entertainment Weekly a classé l'émission à la 22e place des « 25 meilleures émissions de télévision cultes des 25 dernières années », la qualifiant de « l'une des sagas spatiales les plus trippantes de tous les temps, avec des parties de certains épisodes se déroulant dans le subconscient de Crichton » et remarquant « Avant Battlestar Galactica popularisé Frak comme l' argot de geek, il y avait une utilisation très libérale de Farscape de frell »EmpireOnline l'a classé no 45 des « 50 plus grandes émissions de télévision de tous les temps » en février 2013.

## En lien avec Farscape

### Bande dessinée
- (en) Farscape: War Torn #1 & #2
- (en) Farscape #1,#2,#3 & #4
- (en) Farscape: Strange Detractors #1 & #2
- (en) Farscape: D'Argo's Lament #1

### Magazine
- (en) Farscape Magazine : #1 à #12 (2 ans d'édition)

### Roman
- (en) Keith R.A. DeCandido, Farscape: House of Cards, Tor Books, 2000

### Jeu de rôle
- En 2002, Farscape a fait l'objet d'un jeu de rôle basé sur le système D20. Farscape (AEG) (jeu sous licence ludique libre). (Numéro  (ISBN 1-887953-57-4) )

### Jeu vidéo
En 2002 sort le jeu vidéo PC nommé Farscape: The Game, développé par Red Lemon Studios.